# バイエルン料理

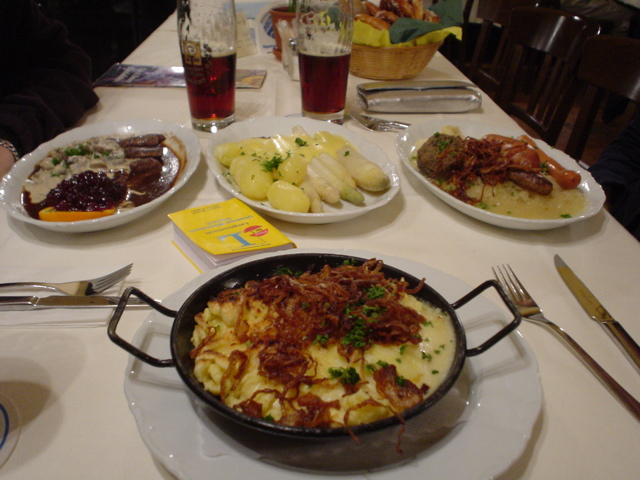
バイエルン料理の例

バイエルン料理はドイツ南部、ミュンヘンを中心とするバイエルン州の郷土料理。

## 概要
ドイツ料理は地方ごとに特色があるのだが、多くの人が「ドイツ料理」としてイメージするのがバイエルン料理である。
バイエルン地方は豊富な草木、豊かな泉がもたらす豊かな食材がある。川や湖で採れる魚、森からキノコやイチゴ類、ハーブや薬草類が採れ、牧畜も盛んである。
白ビール（ヴァイツェン）はバイエルン地方のものが有名であり、ミュンヘンのビアホールホフブロイハウスは400年以上の歴史を持つ。
濃い味付けの料理が多い。

### フランケン料理
バイエルン州北部のフランケン地方は白ワインと野菜の産地として知られ、フランケン料理として細分類される。味付けはあっさりめである。

### シュヴァーベン料理
シュヴァーベン行政管区は隣接するフランス料理、イタリア料理の影響を受けた料理が多い。シュヴァーベン料理とも呼ばれる。

### ミュンヘン料理
ミュンヘンは都市部ということもあり、農村部とは異なる料理も多い。例えば、農村部では肉類は週に1度のごちそうであったが、ミュンヘンでは常食であった。

## バイエルン料理の例
- シュバイネハクセ[1]
- シュヴァイネブラーテン[1]
- ヴァイスヴルスト[1][4]
- レバーケーゼ[1]
- オバツダ[1]
- シュプフヌーデル（ドイツ語版）[4] - ニョッキに似た麺。ジャガイモも使用されるが、ジャガイモの普及前から存在している。
- カルトッフェルシュマーレン（ドイツ語版）[4] - ジャガイモのパンケーキ。

以下は、原産地名称保護制度に基づき地域特産品として登録商品とされている料理。
- ニュルンべルガー・ローストブラートヴルスト[1]
- マウルタッシェ[1]
- シュペッツレ[1]
- シュヴァルツヴェルダー・シンケン[1]